# Dermatitis
Dermatitis betekent ontsteking van de huid. Als er in het Engels geen verdere aanduiding bij staat, wordt vaak eczeem bedoeld. Er zijn echter meer vormen van ontsteking van de huid. 
Andere vormen van dermatitis:
- grensvlakdermatitis: een type ontsteking, rond het grensvlak: de overgang tussen opperhuid en lederhuid.
- dermatitis perioralis: een acne-achtige aandoening rond de mond.
- dermatitis herpetiformis: een auto-immuunziekte met jeuk en blaasjes.